# Vichada
Koordinaten: 4° 36′ N, 69° 12′ W
Das Departamento del Vichada ist ein Departamento im Osten Kolumbiens. Das damals größtenteils von Tropenwald bedeckte Gebiet wurde 1913 als so genanntes „Kommissariat“ (Comisaría) errichtet und 1991 in den Rang eines Departamento erhoben. Es grenzt im Norden und Osten an Venezuela, im Süden an die Departamentos Guainía und Guaviare, im Westen an Meta und nordwestlich liegen Casanare und Arauca.
Benannt nach dem damaligen kolumbianischen Regierungsminister Pedro María Carreño trägt der 1913 gegründete Hauptort (seit 1954 Gemeinde (Municipio), seit 1991 offizielle Hauptstadt) von Vichada, der im Wesentlichen aus einem Flugplatz mit umliegenden Verwaltungsgebäuden und Ansiedlungen besteht, den Namen Puerto Carreño.
Landwirtschaft und Rinderhaltung sind die wirtschaftlichen Standbeine der Region. Es werden Mais, Yuca, Kochbananen und Kakao auf minderwertigen sauren Böden angebaut. Weiterhin spielen Jagd, Fischfang und im Bergbau Eisen und Uran eine wichtige Rolle.
Die Bevölkerungsmehrheit bilden indigene Einwohner, die verschiedenen Völkern angehören.
In Vichade befindet sich der Parque Nacional Natural El Tuparro.

## Administrative Unterteilung
Das Departamento de Vichada besteht aufgrund der geringen Besiedelung aus nur vier Gemeinden (Municipios). Diese untergliedern sich in einen Gemeindekern (cabecera municipal) und das Umland (resto rural). Das Umland wiederum wird weiter unterteilt in sogenannte Polizeiinspektionen (Inspecciones de Policía Municipal), kleinere Ämter (corregimientos), Siedlungszentren (centros poblados) und Gehöfte (caseríos). Im Folgenden verzeichnet sind alle Gemeinden mit ihrer Gesamteinwohnerzahl sowie der Einwohnerzahl für Gemeindekern und Umland aus der Volkszählung des kolumbianischen Statistikamtes DANE aus dem Jahr 2018, hochgerechnet für das Jahr 2022.
| Municipio      | Gesamteinwohnerzahl | Einwohner Gemeindekern | Einwohner Umland |
| -------------- | ------------------- | ---------------------- | ---------------- |
| Cumaribo       | 80.837              | 3.156                  | 77.681           |
| La Primavera   | 9.846               | 6.130                  | 3.716            |
| Puerto Carreño | 20.798              | 16.069                 | 4.729            |
| Santa Rosalía  | 4.297               | 2.702                  | 1.595            |